# ميك شوماخر
ميك شوماخر (بالألمانية: Mick Schumacher)‏ هو سائق سباق ألماني، ولد في 22 مارس 1999 في Vufflens-le-Château ‏ في سويسرا.

## وصلات خارجية
- الموقع الرسمي
- ميك شوماخر على موقع DriverDB.com (الإنجليزية)